# Lago di Menteith
Il lago di Menteith (in inglese: Lake of Menteith; in gaelico scozzese: Loch Innis Mo Cholmaig) è un lago di 700 acri della Scozia centrale, situato nella zona delle Trossachs, nell'area di consiglio di Stirling (contea tradizionale: Menteith). È considerato l'unico vero lago della Scozia, ovvero l'unico a non essere definito un loch, anche se fino al XIX secolo veniva chiamato "Loch of Menteith".
Principale località del lago è Port of Menteith.

## Geografia fisica
Il lago di Menteith si trova tra le località di Aberfoyle e Blairhoyle (rispettivamente ad est della prima e ad ovest della seconda), sud del Loch Venachar.
Il lago ha una lunghezza di un 1,5 miglia e una larghezza di 1 miglio.
La superficie del lago è costellata da tante piccole isole, la maggiore delle quali è Inchamahome.

## Monumenti e luoghi d'interesse

### Priorato di Inchmahome
Principale luogo d'interesse sul lago è rappresentato dal priorato di Inchmahome (Inchmahome Priory), un edificio religioso che si erge sull'isola di Inchmahome e che risale al 1238.

## Eventi
- National Fly fishing Championships (campionati di pesca)[1]
- Bonspiel, torneo di curling (in inverno)[3]